# Hermann Gutmann (Unternehmer)
Hermann Gutmann (* 11. Mai 1907 in Weißenburg in Bayern; † 25. September 1987 ebenda) war ein deutscher Unternehmer.

## Leben und Beruf
Hermann Gutmann wurde 1907 als Sohn von Otto Gutmann (1873–1929), Schweinehändler, und Katharina Gutmann, geb. Göring (1875–1938), aus Rüblanden, geboren. Nach dem Abitur am  Progymnasium Weißenburg 1922 folgte eine kaufmännische Lehre.
Hermann Gutmann gründete 1937 im mittelfränkischen Weißenburg als Alleininhaber das Unternehmen Leichtmetall-Drahtwerk H. Gutmann, das bald darauf in Hermann Gutmann Werke umfirmiert wurde. Seit 2010 lautet die Firma Gutmann AG.
Nach einer Spende von 5.000 Reichsmark an die NSDAP erwarb Gutmann 1938 von der NSDAP günstig das Unternehmen Jacob Gilardi in Allersberg, dessen jüdische Eigentümer enteignet worden waren. In den 1950er Jahren musste er das Unternehmen an die ursprünglichen Eigentümer zurückerstatten.
Gutmann gründete 1987 die Hermann Gutmann Stiftung, deren Stiftungszwecke die Förderung wissenschaftlicher Zwecke, die Erziehung sowie Volks- und Berufsbildung sind, und vererbte sein Unternehmen an diese Stiftung.
Gutmann starb kinderlos 1987 im Alter von 80 Jahren und wurde auf dem Weißenburger Südfriedhof beerdigt.

## NSDAP-Mitgliedschaft
Hermann Gutmann trat zum 1. Mai 1933 in die NSDAP ein (Mitgliedsnummer 3.070.155), aber seine Mitgliedschaft war durch Nichtaushändigung der Mitgliedskarte nicht in Kraft getreten. Einem weiteren Aufnahmeantrag vom 26. Juli 1938 gab die Reichsleitung der NSDAP nach Klärung des bisher angenommenen Mitgliedschaftsverhältnisses mit Wirkung vom 1. Mai 1937 statt (Mitgliedsnummer 6.088.204).

## Ehrungen
Hermann Gutmann wurde mit der Ehrenbürgerwürde der Stadt Weißenburg ausgezeichnet. Nach ihm hat man den Hermann-Gutmann-Hörsaal H2 der Universität Erlangen-Nürnberg benannt.
Nach ihm ist eine Straße in Weißenburg benannt worden.